# Evolución tecnológica
Evolución tecnológica es el nombre dado a una teoría de los estudios de ciencia, tecnología y sociedad, para describir el desarrollo histórico de la tecnología, explicitada por el filósofo checo Radovan Richta.

## Evolución y revolución tecnológica
El concepto de evolución tecnológica es confluente con el de revolución tecnológica, puesto que solo durante los períodos de mayor innovación técnica se marca la diferencia del ritmo de desarrollo entre ambos, y de la trascendencia que existe entre los conceptos genéricos de evolución y revolución. 

La expresión revolución tecnológica o revolución científico-técnica, se refiere a las transformaciones técnicas y las implicaciones económicas y sociales de la llamada tercera revolución industrial (desde la segunda mitad del siglo XX en adelante), aunque también se utiliza frecuentemente la expresión para referirse a las dos primeras grandes transformaciones que han merecido el nombre de Revolución económica: la Revolución neolítica y la Revolución Industrial de los siglos XVIII y XIX.

## Funciones de la tecnología
La principal función de la tecnología es transformar el entorno humano, tanto natural como el social, para adaptarlo mejor a las necesidades y deseos humanos, tales como: las necesidades esenciales (alimentación, vestimenta, vivienda, protección personal, relación social, comprensión del mundo natural y social), y en la historia también para obtener placeres corporales y estéticos (deportes, música, hedonismo en todas sus formas) y como medios para satisfacer deseos (simbolización de estatus, fabricación de armas, usar la creatividad y toda la gama de medios artificiales usados para persuadir, convencer y dominar a las personas). En ese proceso se usan recursos naturales y personas que proveen la información, mano de obra y mercado para las actividades tecnológicas.

## Teoría de la evolución tecnológica

### Etapas del desarrollo tecnológico
- El período pretecnológico, en el que todas las especies animales (aparte de la especie humana, algunas aves y primates) siguen hoy en día, era un período no racional de los primeros homínidos prehistóricos.

- La aparición de la tecnología, que ha sido posible por el subdesarrollo de la facultad racional, hallando el camino para la primera etapa: la herramienta. Una herramienta proporciona una ventaja mecánica en el cumplimiento de una tarea física, y debe ser alimentada por la energía humana o animal. Permiten cosas imposibles de lograr solo con el cuerpo humano, como ver detalles visuales diminutos con una sencilla lente o un sofisticado microscopio; la manipulación de objetos pesados (con máquinas complejas como una grúa, simples, como una polea, o con instrumentos tan sencillos como una cesta); o el transporte, procesamiento y almacenamiento de todo tipo de fluidos o granos, con un cubo de agua, un odre o un barril para el vino, o una vasija de cerámica para el aceite.

Los cazadores-recolectores del paleolítico desarrollaron herramientas que aumentaban la eficiencia del trabajo físico para lograr su objetivo, principalmente para la adquisición de alimentos: herramientas líticas primitivas como el canto tallado, la lasca y el bifaz, de uso sucesivamente más especializados o complejos (raedera, lanza, flecha, o martillo).
Más tarde, durante el neolítico, los animales de tiro o carga (caballo, buey, camello) proporcionaron la energía para herramientas como el arado o el carro. El aumento de la productividad de la producción de alimentos supuso un aumento de más de diez veces sobre la tecnología de los cazadores-recolectores.
- La segunda etapa tecnológica fue la creación de la máquina. Restringiendo este concepto al de la máquina alimentada por energía no humana ni animal, es una herramienta que sustituye el elemento humano de esfuerzo físico, y requiere de un operador solo a su función de control. Las máquinas se extendieron con la Revolución Industrial, aunque el barco o los molinos de viento, y otros tipos de máquinas que responden a esta definición, son muy anteriores.

Ejemplos de esto incluyen el ferrocarril, la alumbrado, el automóvil, el ordenador. Las máquinas permiten a los seres humanos superar tremendamente los límites de sus cuerpos. La mecanización de cualquier actividad económica produce una expansión espectacular en ella, empezando por la agricultura: introducir un tractor en una explotación agrícola produce un aumento de la productividad alimentaria, como mínimo, diez veces superior a la tecnología del arado y el caballo.
- La tercera, y última etapa de la evolución tecnológica es el autómata. El autómata es una máquina que elimina el elemento de control humano con un algoritmo automático. Ejemplos de máquinas que presentan estas características son los relojes digitales, conmutadores telefónicos automáticos, marcapasos, y los programas de ordenador.

Las tres etapas del desarrollo tecnológico se solapan temporalmente, y tecnologías vinculadas a las etapas más primitivas siguen siendo ampliamente utilizadas hoy en día.

### Tecnología, energía y límites del desarrollo
La utilización de distintas formas (como la electricidad, el movimiento, la luz o el calor) y fuentes de energía (combustibles fósiles -como el carbón, el petróleo y el gas natural-, la energía hidráulica, la energía nuclear o las energías alternativas) demandadas en cantidades crecientes por el desarrollo tecnológico y económico ha producido la crisis energética que desde los años 1970 viene cuestionando la posibilidad del mantenimiento del actual modelo de desarrollo, sumado a otros 

### Implicaciones teóricas
El proceso de evolución tecnológica culmina con la capacidad de alcanzar todos los valores materiales tecnológicamente posibles y deseables por el esfuerzo mental.
Una implicación económica de lo anterior es que el trabajo intelectual tiende a ser cada vez más importante en relación con el trabajo físico. Las transacciones en torno a la información son cada vez más comunes en el mercado. La expansión y la creación de nuevos tipos de instituciones que trabajen con información como, por ejemplo, universidades, bibliotecas, patentes de empresas comerciales, etc. se consideran indicativas del grado de evolución tecnológica alcanzado por una civilización.
Esto pone de relieve la importancia de la propiedad intelectual en relación con los sistemas de distribución descentralizada, tales como Internet, cuando el precio de la distribución de información tiende a cero con cada vez más eficientes herramientas para distribuir información y la creciente cantidad de información que se distribuye a una cada vez mayor base de clientes. La creciente des-intermediación en dichos mercados y la creciente preocupación por la protección de los derechos de propiedad intelectual cuestiona qué forma tendrán los mercados de la información con la evolución de la era de la información.

### Períodos tecnológicos
Según el filósofo español José Ortega y Gasset en su obra Meditación de la técnica, la historia de la tecnología se divide en tres períodos:
1. La tecnología del azar: El conocimiento de la naturaleza en este período es mínimo y las tecnologías son descubiertas por azar. Las técnicas y tecnologías son traspasadas de generación en generación mediante la rememoración de situaciones vividas. Los progresos (por ejemplo, perfeccionar las propiedades cortantes y punzantes de los útiles) van aumentando a medida que la inteligencia va desarrollándose. En muchos casos, los avances conseguidos se perdían cuando desaparecía la tribu o el clan que los utilizaba.
2. La tecnología del artesano: En este periodo, las técnicas y tecnologías progresan gracias al trabajo en conjunto de personas (artesanos) que, mediante pruebas (prototipos), logran aprovechar e incorporar nuevos elementos a lo ya utilizado por sus antepasados. Esta forma de actuar se asemeja más a la evolución que a la invención. Al mismo tiempo, la apertura de vías de comunicación con distintas sociedades y culturas permite el intercambio de conocimiento, lo que trae como consecuencia un avance más rápido. La técnica progresa en cada una de sus ramas por separado; no se combinan técnicas para solucionar problemas. La presencia de documentos escritos (manuales y dibujos) ayuda a la preservación de las nuevas técnicas y tecnologías ya aprendidas por otras civilizaciones, incluso aunque estas desaparezcan.
3. La tecnología ingenieril: La estructuración del pensamiento tecnológico mediante la utilización de un método permite que el pensamiento se adelante a la acción. Es por esto que ahora, la solución a un problema se basa en encontrar la serie de pasos a seguir o las técnicas a combinar para lograr dar con esa solución anteriormente pensada (invento). La solución alcanzada se convierte automáticamente en una técnica (por ejemplo, una vez que se lograron unir las técnicas necesarias para construir un telescopio, el crear un telescopio se convirtió en una técnica), susceptible a ser mejorada en el futuro. En este último periodo es que la investigación científica y la difusión de sus avances son factores fundamentales para lograr esta optimización.[2]